# Sarcophaga anaces
Sarcophaga anaces är en tvåvingeart som beskrevs av Walker 1849. Sarcophaga anaces ingår i släktet Sarcophaga och familjen köttflugor. Inga underarter finns listade i Catalogue of Life.